# KBS N 스포츠
KBS N 스포츠(영어: KBS N SPORTS)는 KBS N 계열 스포츠 채널이다.

## 채널 이름 및 로고 변천사

### 채널 이름
- 2002년 2월 2일 ~ 10월 31일: KBS 스포츠
- 2002년 11월`1일 ~ 2003년 11월 30일 : 스카이 KBS 스포츠
- 12월 1일 ~ 2006년 10월 31일 : KBS 스카이 스포츠
- 2006년 11월 1일 ~ 현재: KBS N 스포츠

### 역대 로고

2006년부터 현재까지 사용되고 있는 KBS N 스포츠 로고

## 슬로건
- 스포츠 전문채널(KBS SKY SPORTS)
- 대한민국 대표 스포츠 채널(KBS N SPORTS)
- 스포츠 그 이상의 감동(KBS N sports)
- More than Sports(KBS N SPORTS)

## 아나운서

### 현직

#### 남성
- 김동우(프리랜서)
- 조건진(프리랜서)
- 전인석(프리랜서)
- 서기철(프리랜서)
- 박현우(프리랜서)
- 권성욱(편성국장으로 승진)
- 김현태(프리랜서)
- 강준형
- 이기호
- 김기웅
- 신승준
- 이호근
- 이동근
- 김재형

#### 여성
- 조은지
- 양세원
- 전세연
- 최서임

### 전직

#### 남성
- 강성철
- 유수호
- 허주
- 조진혁

#### 여성
- 민구희
- 신유정
- 윤재인
- 이지수
- 김보경
- 오현주(TV조선 기자로 이직)
- 장새별
- 故 송지선
- 김석류
- 이지윤
- 정지원(KBS 아나운서로 이직)
- 박지영(MBC 스포츠플러스 아나운서로 이직)
- 정인영
- 윤태진
- 최희
- 김가현(SBS 아나운서로 이직)
- 이향
- 오효주

## 해설 위원

### 현직
- 축구 : 김대길, 박찬하, 임형철, 신문선, 신연호
- 배구 : 윤봉우, 박미희, 김유리, 류윤식, 이숙자, 표승주
- 농구 : 김은혜, 손대범, 하은주
- 테니스 : 김성배, 박용국, 임규태
- 복싱 : 변정일
- 킥복싱 : 김남훈, 이정수, 임치빈
- 씨름 : 이태현
- 유도 : 김병주
- 역도 : 전병관
- 아이스하키 : 송광현, 송동환
- 볼링 : 변호진
- 양궁 : 기보배
- 마라톤 : 이의수
- 육상 : 김건우
- 피겨스케이팅 : 곽민정
- 골프 : 박원, 양용은, 임상혁, 임경빈, 이보미, 김미현
- 야구 : 김태균, 나지완, 류지현, 박용택, 유희관, 윤희상, 장성호, 전준호

### 전직
- 한정미
- 마낙길
- 이도희
- 故 하일성
- 송진우
- 문용관
- 이영택
- 이용철
- 김상우
- 김요한
- 이세호
- 김세진
- 한유미
- 안덕수

## 프로그램
- 아이 러브 베이스볼
- 아이러브 바스켓볼

## 경쟁 채널
- MBC 스포츠플러스
- SBS 스포츠
- SPOTV
- SPOTV2